# 麻谷寺
36°33′32″N 127°0′43″E / 36.55889°N 127.01194°E
麻谷寺（： Magoksa）位於韓國忠清南道公州市，由慈藏於新羅善德女王九年（西元640年）創建。1898年被尊稱為韓國國父的金九，曾在此地出家以避禍。2018年鳳停寺與其他六座山寺以「山寺，韓國的山中寺院」名稱申請，獲得世界遺產委員會通過，成為韓國第13個世界遗产。

## 簡介
麻谷寺位於忠清南道公州市寺谷面的泰華山，由慈藏於新羅善德女王九年（西元640年）創建，現為大韓佛教曹溪宗第六教區本寺:3/3_932。麻谷寺名稱的由來，相傳在新羅時期普徹和尙傳法時，前來學習的衆僧，多得像麻田裡的麻，布滿了整個山谷，因此有了這個名字。麻谷寺在高麗明宗二年（西元1172年）由普照重修，而後由梵日重建，再經道詵、淳覺的重修與補修。朝鮮世祖曾造訪此處，並賜與「靈山殿」的匾額。
麻谷寺內有溪水流過，由南苑和北苑組成，北苑以主佛殿大光寶殿為中心，殿前有一座建於14世紀的五層石塔，石塔上有藏式相輪部，大光寶殿後方為大雄寶殿；南苑則有靈山殿和修禪空間。麻谷寺現存建築中歷史最久為靈山殿、大雄寶殿、大光寶殿三棟建築，於朝鮮孝宗二年（西元1651年）由覺存重建:3/3_932，其餘建築為18世紀時重建。
麻谷寺與韓國獨立運動家、政治家，後被尊稱為韓國國父的金九有相當淵源。金九在1896年刺殺了殺害明成皇后的日本軍官，後被逮捕入獄。金九於1898年越獄後，在麻谷寺削髮為僧以避禍，法名「圓宗」。現大光寶殿旁仍留下金九於二戰後重回麻谷寺，於1946年種下的檜柏。

## 重要文化財
麻谷寺有七項韓國寶物，五項位於寺內，兩項位於韓國的國立中央博物館，分別為：
| 韓國寶物編號 | 名稱                   | 圖片 | 說明 |
| ------------ | ---------------------- | ---- | --- |
| 269-1        | 紺紙銀泥妙法蓮華經卷一 |      | 以銀泥將《妙法蓮華經》書寫於紺紙上的經卷，推測為高麗王朝時期作品，封面與字體裝飾優美，保存情況良好，現收藏於國立中央博物館。                                                                 |
| 270          | 紺紙金泥妙法蓮華經卷六 |      | 以金泥將《妙法蓮華經》書寫於紺紙上的經卷，經卷上記載為信眾在高麗禑王十四年（西元1388年）捐贈的，部分金泥已掉色，保存情況略差，但其有精確的年代，因此文物價值較高，現收藏於國立中央博物館。   |
| 799          | 麻谷寺五層石塔         |      | 石造的五層佛塔，推測建於高麗王朝後期（14世紀）。 |
| 800          | 麻谷寺靈山殿           |      | 於朝鮮孝宗二年（西元1651年）重建，與大雄寶殿、大光寶殿為麻谷寺現存歷史最久的建築。 |
| 801          | 麻谷寺大雄寶殿         |      | 同於朝鮮孝宗二年（西元1651年）重建。 |
| 802          | 麻谷寺大光寶殿         |      | 同於朝鮮孝宗二年（西元1651年）重建。 |
| 1260         | 麻谷寺釋迦牟尼佛掛佛幀 |      | 高10.75公尺，寬7.09公尺的巨大佛像畫，材質為麻布，舉行法會時懸掛作為朝拜用，創作於朝鮮肅宗十三年（西元1687年）。中央為釋迦摩尼佛，頭光環兩側有圓滿報身盧舍那佛、清淨法身毗盧遮那佛:15/2_746。 |

除了上述七項韓國寶物之外，麻谷寺內還有多項地方性的忠清南道文化財。

## 世界遺產登錄
第42屆世界遺產委員會會議在2018年6月至7月，於巴林首都麥納瑪召開，由韓國申報的項目「山寺，韓國的山中寺院」經大會通過，成為韓國第13個世界遺產，麻谷寺的世界遺產編號為1562-005號。
该世界遗产被认为满足世界遺產登錄基準中的以下基準而予以登錄：
- （iii）呈现有关现存或者已经消失的文化传统、文明的独特或稀有之证据。

| 世界遺產編號 | 名稱   | 所在地               | 保護範圍 | 緩衝範圍  |
| ------------ | ------ | -------------------- | -------- | --------- |
| 1562-005     | 麻谷寺 | 36°33'32N 127°0'43"E | 3.91公頃 | 62.66公頃 |

## 外部連結
- 麻谷寺官網 （页面存档备份，存于）